# Deviatore

Simbolo elettrico del deviatore

Il deviatore, in elettrotecnica, è un particolare interruttore che invece di interrompere il flusso della corrente elettrica in un cavo elettrico, lo devia su un altro cavo. La versione più semplice è definito a una via. Esistono versioni multivia adatti a deviare più fili contemporaneamente.

## Caratteristiche elettriche dei deviatori

Simbolo elettrico del doppio deviatore

Valgono le stesse considerazioni relative agli interruttori:
- Tensione nominale: è la massima tensione sopportabile tra i contatti in posizione aperta. È determinata anche in base all'isolamento del dispositivo rispetto all'ambiente esterno.
- Corrente massima nominale: è la massima intensità di corrente elettrica che può attraversare il deviatore senza danneggiarlo in seguito al surriscaldamento prodotto per effetto Joule.
- Corrente minima commutabile: a seconda del materiale che viene usato sui contatti si definisce la minima corrente e potenza commutabile in modo affidabile (generalmente per questi dispositivi si usano ricoperture dei contatti di scambio in oro)
- Potere di interruzione: è la corrente massima che il dispositivo è in grado di interrompere. Per correnti superiori i contatti potrebbero non essere in grado di aprirsi.
- Resistenza di contatto: massima resistenza tra i contatti chiusi (espressa generalmente in milliΩ).
- Resistenza di isolamento: minima resistenza tra i contatti aperti  (espressa generalmente in megaohm).
- Rigidità dielettrica: massima tensione applicabile tra contatti aperti senza che si generino scariche elettriche.
- Vita elettrica: minimo numero di cicli (chiusura e apertura dei contatti). Talvolta viene specificata anche una vita meccanica per dare un indice sulla robustezza meccanica del deviatore. Alcuni costruttori definiscono una “Vita elettromeccanica”.
- Temperatura di lavoro: minima e massima temperatura ambiente in cui può operare il deviatore senza danneggiarsi.
- Grado di protezione IP: indica il livello di protezione verso il contatto con oggetti o col corpo umano e contro l'acqua.

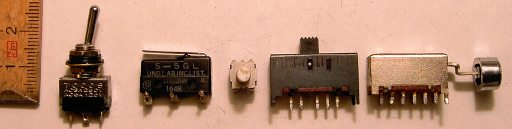
Vari modelli di deviatori a una e più vie. Il secondo ha una lamella al posto della leva di attivazione e generalmente viene usato come fine corsa. Nella parte inferiore vi sono i tre contatti elettrici. Vi è un contatto comune (indicato generalmente con C) che a riposo chiude un contatto (detto NC: normalmente chiuso). La pressione della lamella determina l’apertura tra il comune C e il contatto NC e la chiusura tra C e il contatto chiamato NO: normalmente aperto

## Deviatori a più vie cortocircuitanti e non cortocircuitanti
Nei deviatori multivie vi sono due possibili situazioni transitorie quando si commuta da una posizione a un'altra. In alcuni deviatori si ha la connessione al nuovo contatto prima di interrompere la connessione al vecchio contatto. Questa condizione è indicata come Make-before-break (attiva prima di interrompere) o shorting (cortocircuitante). In questo modo si evita che tra ingresso e uscita vi sia un istante in cui il circuito di uscita risulti sconnesso. In altri deviatori si ha un istante in cui l'uscita risulta sconnessa nel momento della commutazione: deviatori ‘'break-before-make'’ (interrompi prima di attivare)  o ‘' not-shorting'’ (non cortocircuitante). La scelta tra i due tipi di deviatori dipende dalla particolare applicazione: in alcuni circuiti può essere utile il primo caso ma in altri casi il breve cortocircuito tra gli ingressi può risultare molto dannoso.
Tabella riassuntiva dei deviatori:
| Abbreviazione | Significato | Termine comune italiano            | Termine comune anglosassone                | Termine comune americano               | Descrizione | Simbolo | IEC 60617 |
| ------------- | --- | ---------------------------------- | ------------------------------------------ | -------------------------------------- | --- | ------- | --------- |
| SPDT          | Single pole, double throw (Singolo polo, due vie)                                                                 | Deviatore                          | Two way (due vie)                          | Three way (tre vie)                    | Deviatore semplice: COM (comune) è connesso a L1 o a L2. |         |           |
| SPCO          | Single pole changeover o Single pole, centre off (scambiatore a singolo polo o singolo polo con centro sconnesso) | Deviatore con zero centrale        |                                            |                                        | Equivalente allo SPDT. Alcuni costruttori chiamano SPCO i deviatori con un'unica posizione stabile quando il deviatore a riposo sta al centro e quindi ha il COM sconnesso sia da L1 sia da L2 e chiamano SPDT i deviatori che non hanno questa posizione intermedia. Altri indicano con (on)-off-(on) questo tipo di deviatori per indicare che solo la posizione di assenza di connessione è stabile. Vi sono anche modelli con due posizioni stabili (la posizione di riposo e una di chiusura di un contatto d'ingresso) e una instabile, nei manuali tali deviatori vengono spesso indicati con: on-off-(on). |         |           |
| DPDT          | Double pole, double throw (due poli, due vie)                                                                     | Doppio deviatore                   |                                            |                                        | Equivale a due deviatori elettricamente indipendenti SPDT ma controllati da un'unica leva meccanica. |         |           |
| DPCO          | Double pole changeover o Double pole, centre off (scambiatore a due poli con centro sconnesso)                    | Doppio deviatore con zero centrale |                                            |                                        | Equivalente al DPDT. Alcuni costruttori usano il termine DPCO per deviatori con posizione stabile sconnessa al centro e DPDT per quelli senza. |         |           |
|               | | Invertitore                        | Intermediate switch (deviatore intermedio) | 4-way switch (deviatore a quattro vie) | Deviatore del tipo DPDT con connessioni interne per applicazioni in cui si debba scambiare tra loro le due connessioni in ingresso/uscita: le connessioni presenti all'esterno sono solo quattro (internamente vi sono sei connessioni tra i due deviatori). Detto anche invertitore. |         |           |

## Distanza fra i contatti

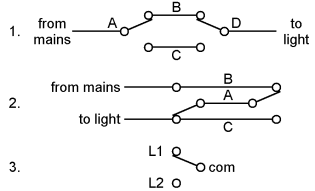
Due possibili alternative per il controllo di un carico da due posizioni diverse. La prima sembra la più conveniente in quanto permette di risparmiare un cavo.

La distanza tra i contatti per garantire l'isolamento dalla rete elettrica a 230 V (quando presente su uno dei contatti) deve essere di almeno 3 mm (Normativa di sicurezza). Qualora tale distanza non fosse rispettata sul deviatore viene riportata la lettera μ. In questo caso il deviatore non è idoneo a isolare in sicurezza l'utilizzatore dalla rete elettrica di alimentazione.

## Come collegare un deviatore
Il deviatore deve essere sempre utilizzato assieme a un altro deviatore, perché in questo modo sarà possibile accendere un punto luce da 2 diverse postazioni. Al deviatore, avente sul retro tre entrate, devo far entrare sul morsetto con la lettera L la fase (colore nero); nel morsetto vicino è opportuno usare un filo di colore intermedio, come ad esempio il colore rosso. Faccio quindi partire dal morsetto numero 2 il filo di colore rosso che si va a collegare al rispettivo morsetto num 2 dell altro deviatore. Nell'ultimo morsetto utilizzo il filo di colore grigio e lo porto al deviatore nel corrispondente morsetto num 1. Ora passiamo vedere il secondo deviatore: abbiamo già occupato i morsetti num 1 e 2 ci resta il morsetto L. Da L parto con il filo bianco e lo collego a un'estremità della lampadina, quindi all'altra estremità collego il neutro (colore blu) o e chiudo il circuito al generatore di corrente.

### Attivazione di carichi da due punti
Se si intende utilizzare degli interruttori in un impianto laddove sono invece necessari dei deviatori il risultato è che l'utilizzatore (lampadina, ecc.) bisognerà accenderlo da un punto e da lì spegnerlo. L'uso di deviatori permette di ovviare a questo inconveniente. Negli impianti elettrici ne vengono usati due quando si desidera accendere e spegnere una lampadina da due punti diversi dell'ambiente.

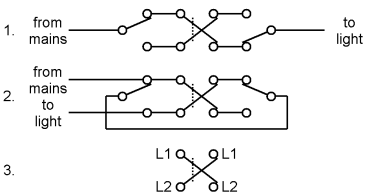
Attivazione di un carico da tre punti. L’aggiunta di ogni altro punto di controllo richiede l’inserimento di un deviatore ‘’4-way’’

| Off (spento) | On (acceso) |
| ------------ | ----------- |
|              |             |
|              |             |

### Attivazione di carichi da più di due punti

#### Deviata in corto circuito

Deviata in corto circuito, da evitare

Storicamente sono stati realizzati impianti con il sistema di deviata in corto circuito conosciuto anche come "all'americana" o "alla tedesca" o anche "Sistema Carter". In questo sistema il carico è collegato tra i contatti comuni dei due deviatori mentre su ogni contatto 'deviato', a entrambi gli estremi, entra una fase e un neutro. 
Questo sistema aveva il vantaggio di ridurre l'uso di cavo.
Lo svantaggio principale è che esiste una posizione in cui, pur essendo la lampada spenta, i cavi entranti al portalampada sono entrambi sotto tensione. Questa situazione è molto pericolosa poiché talvolta parte dell'attacco della lampadina non viene coperto interamente dal portalampada e quindi toccandolo c'è il serio rischio di restare folgorati. 

#### Uso di un relè
Quando i punti sono più di due, solitamente si adotta il sistema a relè (un relè particolare, adibito per questa funzione, che a ogni attivazione commuta un circuito: se chiuso lo apre e viceversa se aperto lo chiude. In elettronica digitale si definisce modo toggle. In questo caso si impiegano dispositivi chiamati pulsanti, costituiti da un contatto elettrico normalmente aperto (ON), il quale si chiude (attivando il relè) solo alla pressione del pulsante (che può essere anche un tasto).

#### Uso di invertitori (3 vie)
Se i punti di accensione sono tre o più vanno inseriti dei deviatori intermedi, comunemente denominati invertitori nell'impiantistica civile/domestica, del tipo 3 della figura, ‘'4-way'’, a seconda delle necessità:
| Off (spento) | On (acceso) |
| ------------ | ----------- |
|              |             |
|              |             |
|              |             |
|              |             |

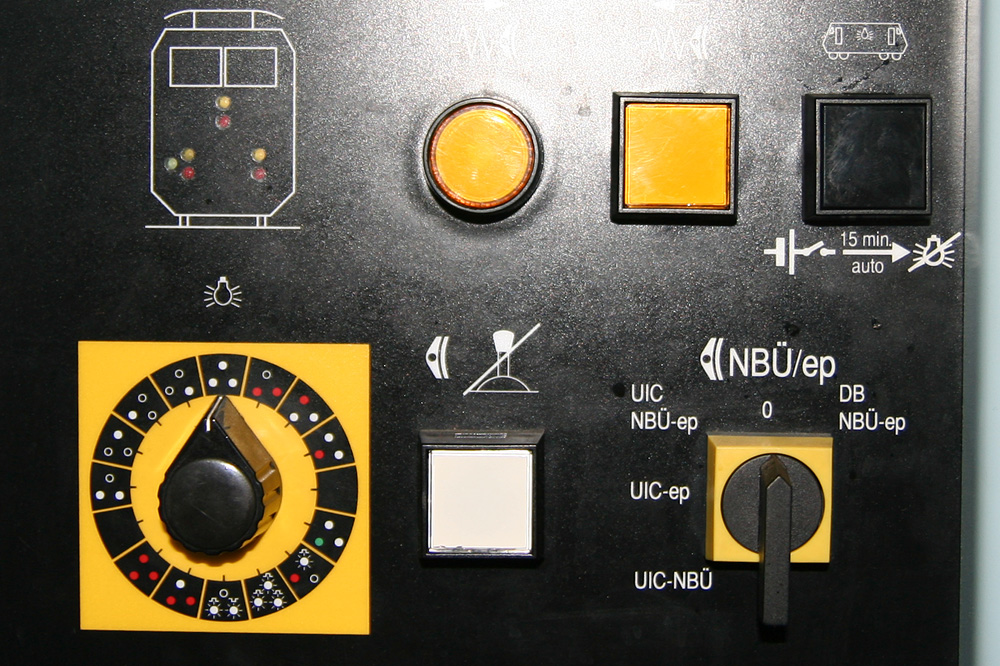
In basso a destra e a sinistra due deviatori a più vie
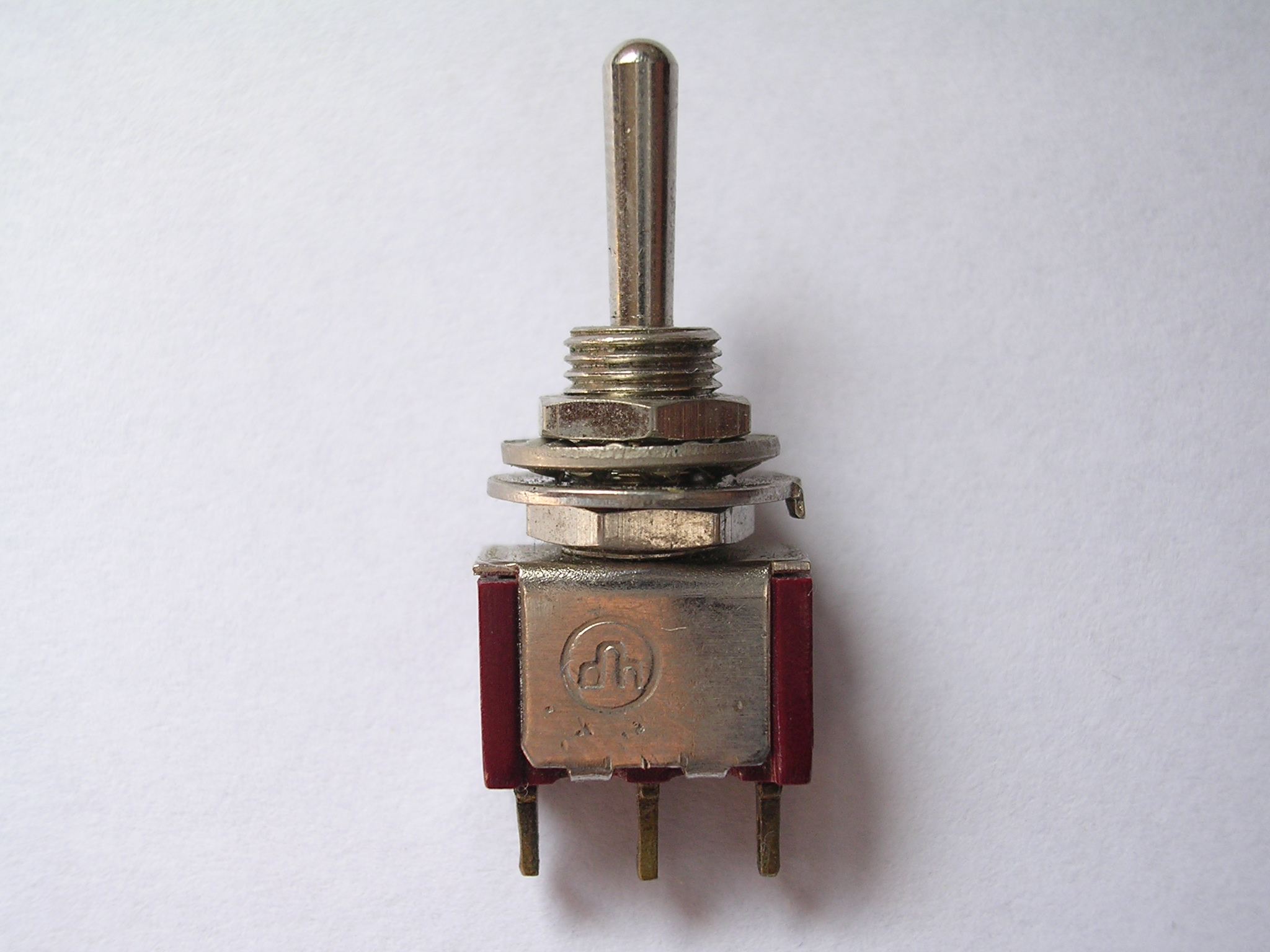
Deviatore DPCO: a riposo non chiude nessun contatto
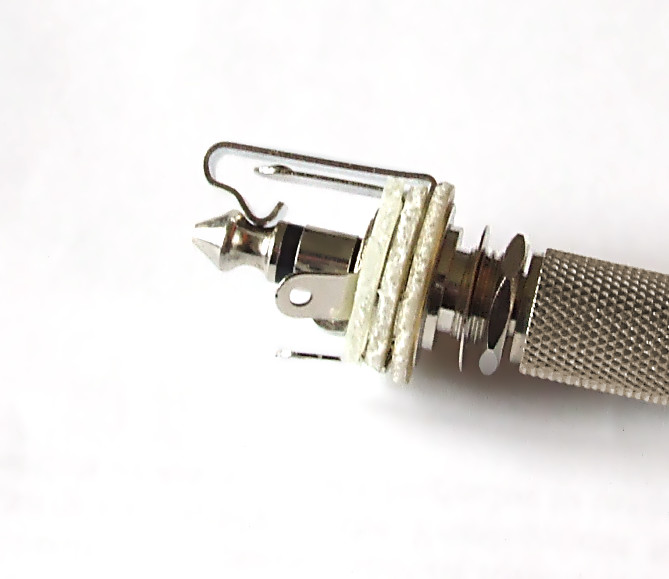
Anche un jack, connettore usato generalmente per applicazioni audio, può avere un deviatore integrato. Si può vedere che l’inserimento del jack maschio apre il contatto in alto